# غوردون ووكر (سياسي)
غوردون ووكر هو سياسي كندي، ولد في 10 سبتمبر 1941 في سانت توماس في كندا. نشط حزبياً في حزب أونتاريو المحافظ التقدمي. وقد انتخب عضو برلمان مقاطعة أونتاريو.